# A.X.L. (filme)
A.X.L. (bra: A.X.L: O Cão Robô; prt: A-X-L: Uma Amizade Extraordinária) é um filme estadunidense de 2018, dos gêneros ficção científica e aventura, com roteiro e direção de Oliver Daly e elenco de Alex Neustaedter, Becky G, Alex MacNicoll, Dominic Rains e Thomas Jane. Conta a história de um adolescente que encontra um cão robótico criado a partir de tecnologia militar de ponta. Foi lançado nos Estados Unidos em 24 de agosto de 2018, pela Global Road Entertainment. Foi um fracasso de bilheteria ao receber resenhas geralmente negativas dos críticos e arrecadar apenas 15 milhões de dólares contra seu orçamento de 9 milhões de dólares.

## Elenco
| Ator             | Personagem    |
| ---------------- | ------------- |
| Alex Neustaedter | Miles Hill.   |
| Becky G          | Sara Reyes.   |
| Alex MacNicoll   | Sam Fontaine. |
| Dominic Rains    | Andric.       |
| Thomas Jane      | Chuck Hill.   |
| Lou Taylor Pucci | Randall.      |
| Patricia de León | Joanna Reyes. |

## Recepção

### Bilheteria
Nos Estados Unidos e Canadá, A.X.L. foi lançado em 24 de agosto de 2018 ao lado de The Happytime Murders, e foi projetado para arrecadar cerca de 5 milhões de dólares em 1 710 cinemas em seu fim de semana de lançamento. Acabou sendo estreando com 2,9 milhões, de dólares terminando em nono lugar nas bilheterias. O filme arrecadou um total de 8,5 milhões de dólares em todo o mundo.

### Resposta da crítica
O filme recebeu resenhas amplamente negativas dos críticos, com críticas voltadas à sua natureza derivada. No site agregador de críticas Rotten Tomatoes, o filme tem um índice de aprovação de 25% com base em 24 resenhas, com uma classificação média de 3,9/10. O consenso dos críticos do site diz: "Recordando desajeitadamente vários filmes superiores sobre amizades improváveis entre humanos e robôs, A.X.L. é uma aventura obsoleta feita de peças com defeito frequente." No Metacritic, o filme tem uma pontuação média ponderada de 29 em 100, com base nas resenhas de 7 críticos, indicando "críticas geralmente desfavoráveis". O público consultado pelo CinemaScore deu ao filme uma nota média de "B+" em uma escala de A+ a F, enquanto o PostTrak relatou que os espectadores deram ao filme uma pontuação geral positiva de 59%.
Katie Rife, do The A.V. Club, descreveu o filme como "totalmente esquecível", não acreditando que alguém iria "querer assistir [ao] filme totalmente genérico e mal concebido o suficiente para vê-lo nos cinemas".